# Філодем
Філодем (дав.-гр. Φιλόδημος; близько 110 до н. е. — між 40 до н. е. та 35 до н. е.) — давньогрецький філософ-епікуреєць, поет, бібліофіл.

## Життєпис
Народився приблизно у 110 році до н. е. у місті Гадара (сучасне місто Умм-Кайс, Йорданія). Замолоду перебрався до Афін. Тут навчався у філософа-епікурейця Зенона Сидонського. Під час перебування в Афінах затоваришував із Луцієм Кальпурнієм Пізоном Цезоніном, з яким приблизно у 75 році до н. е. перебрався до Риму. Тут завдяки підтримці Цезоніна у місті Геркуланум відкрив епікурейську школу (її також називали неаполітанською), яка стала доволі відомою. Також Філодем затоваришував з впливовими римлянами, зокрема Марком Цицероном. У його школі навчалися Лукрецій, Вергілій, Горацій.
Відомо також, що Філодем був одним з відомих бібліофілів свого часу. У його приватній бібліотеці налічувалося більше 1800 сувоїв.

## Творчість
Філодем був автором численних філософських творів, до XVIII ст. було відомо про лише одну назву такої праці. У 1752—1754 роках на віллі в Геркуланумі, яка належала, ймовірно, другу Пізону, знайшли 800 папірусних сувоїв. Завдяки цьому відкриттю відомі фрагменти більш ніж 30 творів Філодема, які, не зважаючи на малу оригінальність, становлять значну історичну цінність для дослідників античної філософії, особливо тому, що вони являють собою компіляції робіт більш ранніх авторів, а в полеміці Філодем часто дослівно цитує своїх супротивників.
Найзначущішими є твори: «Про поеми» у 5 книгах і «Про музику» у 4 книгах, в яких Філодем намагався вирішити питання, чи є функції поезії і музики виключно естетичними або можуть бути і педагогічними. Праця «Про риторику» довела марність цієї дисципліни. У творах «Про богів» і «Про побожність» у 2 книгах Філодем виклав свої теологічні погляди.
Праця «Про Епікура» є біографією цього філософа, надається його листування з друзями. «Історія філософії» являє собою етюд з історії грецької філософії, де представлена історія окремих шкіл.
Філодем є автором також популяризаторської роботи в руслі епікурейської філософії, трактату в формі діатриб, у яких головним чином підіймав етичну проблематику.
Філодем є автором 30 епіграм, переважно еротичного змісту, збережених в Палатинській антології.